# Fragnes-La Loyère
Fragnes-La Loyère [fʁaɲ la lwajɛʁ] est une commune nouvelle française située dans le département de Saône-et-Loire, en région Bourgogne-Franche-Comté.
Elle est créée le 1er janvier 2016, par la fusion des deux anciennes communes de Fragnes et La Loyère.

## Géographie

### Description
Fragnes-La Loyère est une commune bourguignonne jouxtant par le nord Chalon-sur-Saône.
Elle se trouve donc dans l'aire d'attraction de Chalon-sur-Saône, ainsi que dans l'Unité urbaine, la zone d'emploi et le bassin de vie de cette ville

### Communes limitrophes
Les communes limitrophes sont  Chalon-sur-Saône, Champforgeuil, Crissey, Farges-lès-Chalon, Fontaines, Lessard-le-National et Virey-le-Grand.

### Climat
Pour des articles plus généraux, voir Climat de la Bourgogne-Franche-Comté et Climat de Saône-et-Loire.
En 2010, le climat de la commune est de type climat océanique dégradé des plaines du Centre et du Nord, selon une étude du Centre national de la recherche scientifique s'appuyant sur une série de données couvrant la période 1971-2000. En 2020, Météo-France publie une typologie des climats de la France métropolitaine dans laquelle la commune est dans une zone de transition entre le climat océanique altéré et le climat océanique altéré et est dans la région climatique Bourgogne, vallée de la Saône, caractérisée par un bon ensoleillement (1 900 h/an), un été chaud (18,5 °C), un air sec au printemps et en été et des vents faibles.
Pour la période 1971-2000, la température annuelle moyenne est de 11,1 °C, avec une amplitude thermique annuelle de 17,7 °C. Le cumul annuel moyen de précipitations est de 798 mm, avec 11 jours de précipitations en janvier et 7,2 jours en juillet. Pour la période 1991-2020, la température moyenne annuelle observée sur la station météorologique de Météo-France la plus proche, « Chalon-Champforgueil », sur la commune de Champforgeuil à 2 km à vol d'oiseau, est de 11,4 °C et le cumul annuel moyen de précipitations est de 736,5 mm. 
La température maximale relevée sur cette station est de 39,7 °C, atteinte le 12 août 2003 ; la température minimale est de −17,6 °C, atteinte le 20 décembre 2009,,.
Les paramètres climatiques de la commune ont été estimés pour le milieu du siècle (2041-2070) selon différents scénarios d'émission de gaz à effet de serre à partir des nouvelles projections climatiques de référence DRIAS-2020. Ils sont consultables sur un site dédié publié par Météo-France en novembre 2022.

## Urbanisme

### Typologie
Au 1er janvier 2024, Fragnes-La Loyère est catégorisée ceinture urbaine, selon la nouvelle grille communale de densité à sept niveaux définie par l'Insee en 2022.
Elle appartient à l'unité urbaine de Chalon-sur-Saône, une agglomération intra-départementale regroupant treize  communes, dont elle est une commune de la banlieue,,.
Par ailleurs la commune fait partie de l'aire d'attraction de Chalon-sur-Saône, dont elle est une commune de la couronne,. Cette aire, qui regroupe 109 communes, est catégorisée dans les aires de 50 000 à moins de 200 000 habitants,.

### Occupation des sols

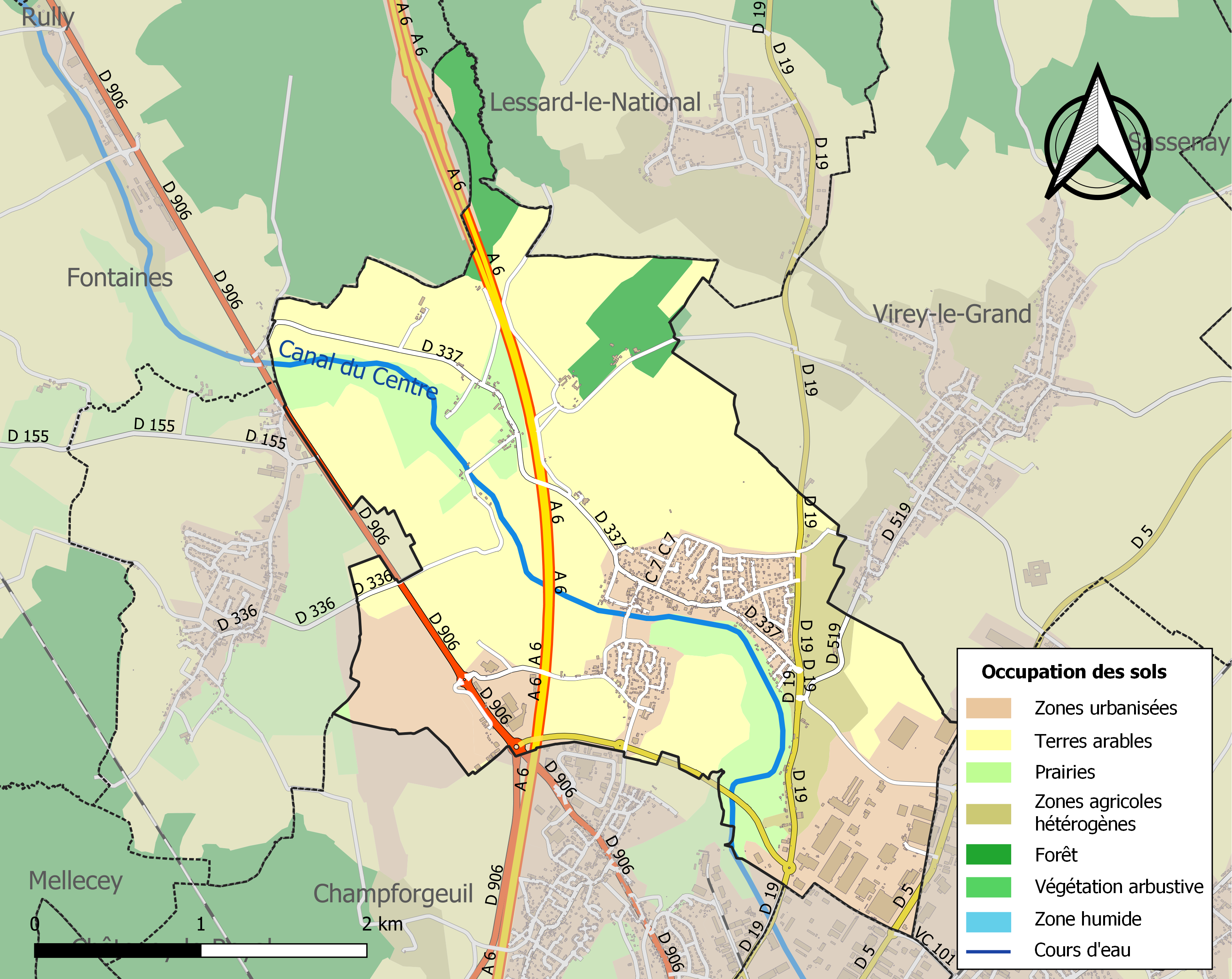
Carte des infrastructures et de l'occupation des sols de la commune en 2018 (CLC).

## Toponymie
Le nom de la commune est formé par ceux de deux anciennes communes qui la composent.

## Histoire
Créée par un arrêté préfectoral du 10 décembre 2015 à la demande des conseils municipaux concernés, elle est issue du regroupement des communes de Fragnes et La Loyère, qui ont décidé de ne pas opter pour le statut des communes déléguées,,. Son chef-lieu est fixé à Fragnes.
Grâce à des fouilles préventives réalisées entre septembre 2023 et 2024 pour le projet de l’Autoroute A6, un site solutréen de plus de 24 000 ans avant notre ère est découvert. Il s’agit d’un atelier de taillage de silex. Ce sont près de 4 300 fossiles en pierre qui ont été retrouvé,.

## Politique et administration

### Rattachements administratifs et électoraux
La commune nouvelle se trouve dans l'arrondissement de Chalon-sur-Saône du département de la Saône-et-Loire
Pour les élections départementales, elle fait partie du canton de Chalon-sur-Saône-1
Pour l'élection des députés, elle fait partie de la quatrième circonscription de Saône-et-Loire.

### Intercommunalité
La commune nouvelle est membre depuis sa création de la communauté d'agglomération dénommée Le Grand Chalon, un établissement public de coopération intercommunale (EPCI) à fiscalité propre créé en 2001 par transformation de l'ancienne communauté de communes de Chalon Val de Bourgogne (CCCVB) et auquel la commune a transféré un certain nombre de ses compétences, dans les conditions déterminées par le code général des collectivités territoriales.

### Tendances politiques  et résultats

#### Élections présidentielles
Le village de Fragnes-La Loyère place en tête à l'issue du premier tour de l'élection présidentielle française de 2017, Marine Le Pen (RN) avec 25,24 % des suffrages. Mais lors du second tour, Emmanuel Macron (LaREM) est en tête avec 60,32 %.

#### Élections législatives
Le village de Fragnes-La Loyère faisant partie de la Quatrième circonscription de Saône-et-Loire, place lors du 1er tour des élections législatives françaises de 2017, Catherine Gabrelle (LREM) avec 31,53 % des suffrages. Mais lors du second tour, il s'agit de Cécile Untermaier (PS) qui arrive en tête avec 50,74 % des suffrages.
Lors du 1er tour des élections législatives françaises de 2022, Cécile Untermaier (PS), députée sortante, arrive en tête avec 27,30 % des suffrages comme lors du second tour, avec cette fois-ci, 53,48 % des suffrages.

#### Élections départementales
Le village de Fragnes-La Loyère faisant partie du canton de Chalon-sur-Saône-1 place le binôme de Alain Gaudray (DVD) et Dominique Melin (DVD), en tête, dès le 1er tour des élections départementales de 2021 en Saône-et-Loire avec 70,60 % des suffrages. Lors du second tour, les habitants décideront de placer de nouveau le binôme de Alain Gaudray (DVD) et Dominique Melin (DVD), en tête, avec cette fois-ci, près de 82,08 % des suffrages. Devant l'autre binôme menée par Raymond Gonthier (PS) et Françoise Verjux-Pelletier (PS) qui obtient 17,92 %. Il est important de souligner une abstention record lors de ces élections qui n'ont pas épargné le village de Fragnes-La Loyère avec lors du premier tour 63,71 % d'abstention et au second, 58,01 %.

### Politique locale
À la suite de sa création et jusqu'aux élections municipales de 2020, le conseil municipal de la nouvelle commune devait être constitué de l'ensemble des conseillers municipaux des  communes historiques de Fragnes et de La Loyère. Alain Gaudray (ancien maire de Fragnes) a été élu début 2016 par le conseil municipal de la commune nouvelle par 22 voix pour et 2 abstentions. L'ancien maire de La Loyère Fabrice Hohweiller devient alors 1er adjoint de la commune nouvelle.
Quelques mois plus tard, après l'adoption du budget par un vote unanime, et comme il l'avait annoncé, Alain Gaudray annonce sa démission avec l'espoir d'une réélection. Cette annonce provoque dès le soir du conseil et le lendemain des démissions en masse qui provoqueront de nouvelles élections. Celles-ci ont eu lieu le dimanche 26 juin 2016 et voient la liste d'Alain Gaudray l'emporter avec 76 % des voix (17 élus) contre 24 % à la liste de Fabienne Paris (2 élus).
Le 2 juillet 2016, Alain Gaudray est réélu maire de la commune nouvelle de Fragnes-La Loyère et se succède à lui-même après une période de vacance de deux mois,.
Il est réélu au terme des élections municipales de 2020 en Saône-et-Loire et élu vice-président de la communauté d'agglomération  Le Grand Chalon, fonctions dont il démissionne en juillet 2023 pour protester contre à un désaccord avec l'intercommunalité et contre les conditions d’exercice de la fonction de maire, suivi par la celle de la totalité du conseil municipal. Lors de l'élection municipale qui s'ensuit en septembre 2023, l'unique liste menée par Laurence Olivier est élue en totalité.

### Listes des maires
| Période         | Période                         | Identité         | Étiquette | Qualité |
| --------------- | ------------------------------- | ---------------- | --------- | --- |
| janvier 2016    | juillet 2023,                   | Alain Gaudray    | SE        | Médecin Ex-maire de Fragnes (2014 → 2015) Conseiller départemental de Chalon-sur-Saône-1 (2021 → ) Vice-président de la CU Le Grand Chalon (2020 → 2023) Démissionnaire |
| septembre 2023, | En cours (au 23 septembre 2023) | Laurence Olivier | SE        | |

### Communes déléguées
Lors de la phase de création de la commune nouvelle, les conseils municipaux des anciennes communes ont décidé qu'il ne serait pas créé de communes déléguées.

## Population et société

### Démographie
La population des anciennes communes puis de la commune nouvelle est connue par les recensements menés régulièrement par l'Insee. Ces chiffres concernent le territoire de l'actuelle commune nouvelle.
En 2025, la commune nouvelle comptait 1 434 habitants.
| 1968 | 1975 | 1982 | 1990  | 1999  | 2010  | 2015  | 2021  |
| ---- | ---- | ---- | ----- | ----- | ----- | ----- | ----- |
| 388  | 458  | 701  | 1 006 | 1 270 | 1 473 | 1 473 | 1 456 |

## Culture locale et patrimoine

### Lieux et monuments
- Château de la Loyère.
- Croix de La Loyère.

## Pour approfondir